# 大衛王

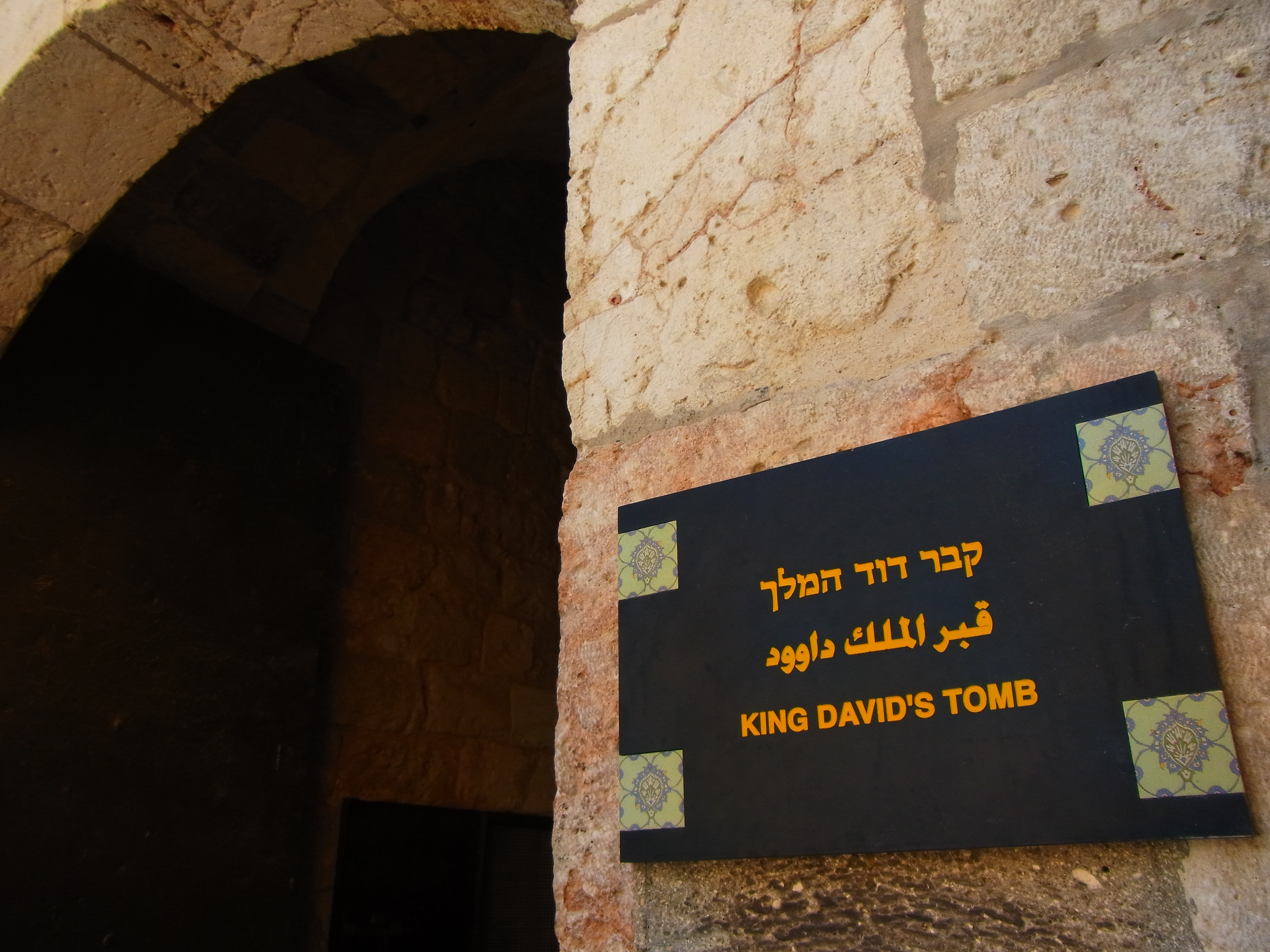
位於耶路撒冷的大衛之墓

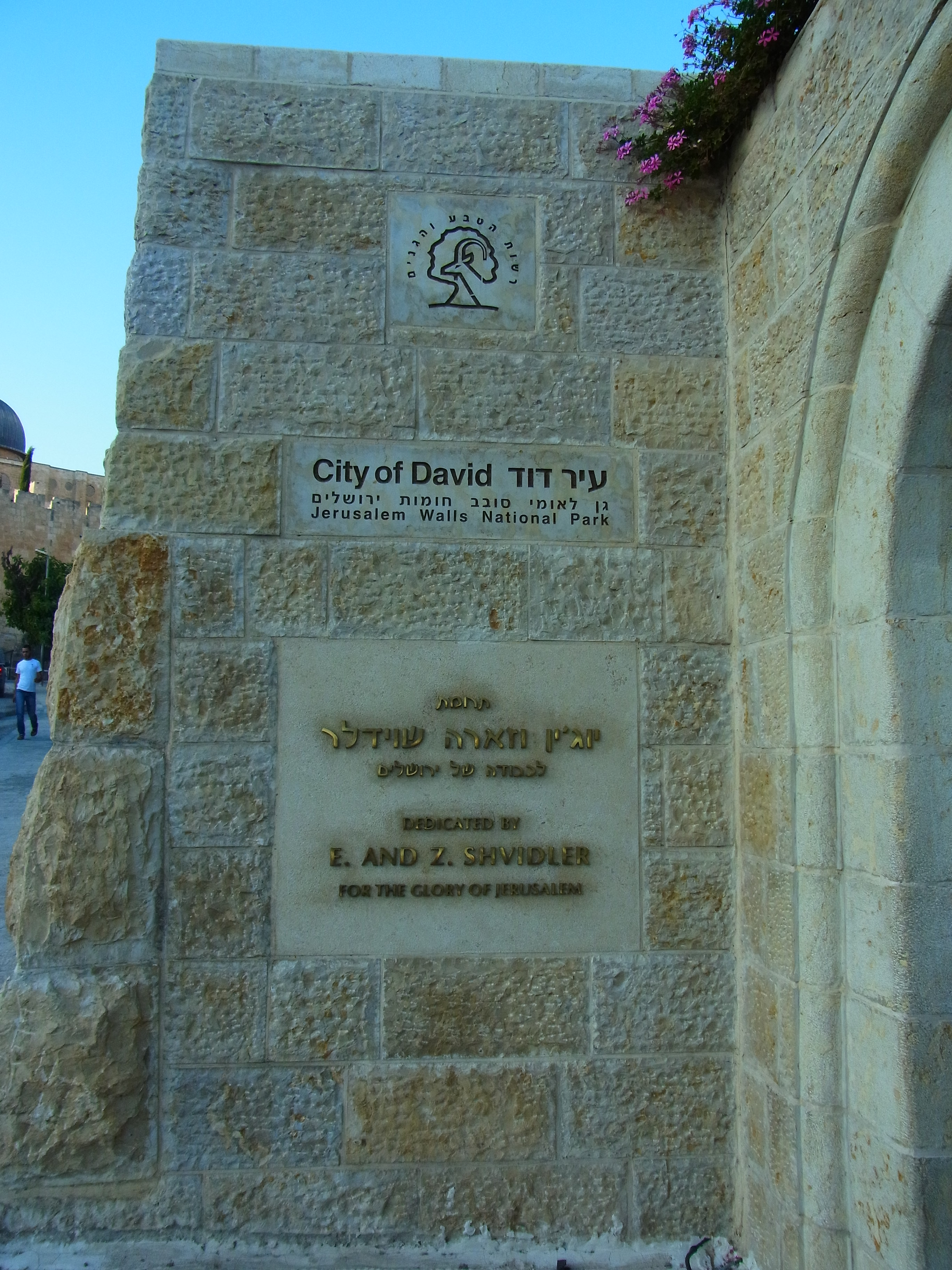
位於耶路撒冷的大衛城

耶西的兒子大衛/新教（前1040年—前970年）其他音譯：達味/天主教，多惠法王/景教，達乌德/伊斯蘭教，大闢/舊譯，是以色列王國的第二任國王。大衛乃「被愛的」、「蒙愛者」之意。他在位四十年；其中有七年六個月在基列亞巴（今希伯崙）。
大部份關於大衛的記載都出自《希伯來聖經》中的《撒母耳記上》和《撒母耳記下》。大衛在以色列歷代國王中，《聖經》描述他是一位有為的君主，並且是一位專心倚靠上帝的人，是優秀的戰士、音樂家和詩人（在《聖經》中讚美上帝的《詩篇》絕大部分是他的著作）。根據《聖經》，耶穌肉身的母親馬利亞，和馬利亞的丈夫約瑟都是大衛的後裔。

## 家庭
大衛是耶西最小的兒子，在以色列十二支派中，隸屬猶大支派。大衛有八個妻子，她們分別是：米甲（扫罗王的女儿）、亞希暖、亞比該、瑪迦、哈及、亞比他、以格拉和拔示巴。
历代志列出了大卫妻妾所生的儿子。在希伯仑，生有6个儿子：
- 暗嫩，为亞希暖所生；
- 但以利，为亞比該所生；
- 押沙龙，为瑪迦所生；
- 亚多尼雅，为哈及所生；
- 示法提雅，为亞比他所生；
- 以特念，为以格拉所生。

拔示巴生了四个儿子：
- 示米亚
- 朔罢
- 拿单
- 所罗门

他在耶路撒冷由其他妻妾所生的儿子有：
- 益辖
- 以利沙玛
- 以利法列
- 挪迦
- 尼斐
- 雅非亚
- 以利沙玛
- 以利法列[2]。

按照历代志下11:18，耶利摩也是大卫的儿子，但没有提到他为哪位妻妾所出。另外，撒母耳记下9:11記載，大卫还收养了约拿单的小儿子米非波设。
大卫还有至少一个女儿：他玛，为瑪迦所生，被她异母兄暗嫩非禮。她的同母兄弟押沙龙等待了两年，派仆人杀死了暗嫩，为他玛报仇。

## 生平

### 牧羊時期
幼年的大衛在家中擔任牧養羊群的工作。一日，上帝差遣撒母耳到伯利恆耶西的家中，並膏立大衛作未來的以色列王。在此時期，當神的靈大大感動他之後，他做了兩件大事：
1. 為掃羅彈琴驅魔 –大衛善於彈琴，被薦服侍掃羅，藉著彈琴，趕走在掃羅身上的惡魔，使掃羅舒暢爽快。
2. 靠主擊殺歌利亞 –在舉國驚慌失措之際，大衛勇敢赴戰場，甩石殺死令以色列人驚怕的非利士人勇士歌利亞，使狂妄的非利士人潰不成軍。

### 逃難時期
大衛殺死歌利亞後成為國家英雄，由於慶功宴中婦女的稱讚“掃羅殺死千千，大衛殺死萬萬”，致引起掃羅的嫉妒與追殺，不得不四處逃離，甚至藉裝瘋以避害（撒母耳记上21章：12-15）。大衛雖處狼狽狀態，但仍有諸多美好表現：
1. 照顧父母 –自顧不暇，當會拋棄親情，但大衛並未因危難而改變對父母的孝心。
2. 救基伊拉的居民[4]–大衛並未因自己不平的遭遇而憤世嫉俗，仍能以愛心對人，救了基伊拉（Keilah）的居民。
3. 兩次不害掃羅[5]–大衛因掃羅追殺而逃難，在逃難中，有二次機會可以暗中殺了掃羅，但大衛均未下手殺害掃羅。
4. 心裡堅固–處不合理的遭遇，環境，怨天尤人者大有人在，但大衛靠主始終心裡堅固，並進而痛擊亞馬力人。

### 作王時期
掃羅王陣亡後，大衛在基列亞巴（今希伯崙）。被立為猶大國王，七年半後再被立為全以色列國王，並繼續統治約三十三年，總共在位約四十年。此期間之要如下：
1. 好表現–因基列雅比人（Jabesh Gilead）埋葬掃羅而厚待他們。因著與約拿單（掃羅之長子）的一段友情，而恩待約拿單的兒子米非波設，使其常與同席吃飯[6]。因著順服神的帶領，屢敗異族，戰無不勝，攻無不克。行仁政，親民愛民。不忘巴西萊的恩情，意欲感恩圖報[7]。
2. 起意建殿–住在香柏木宮中的大衛，見神的約櫃反在幔子裡，基於敬畏的心而興起為神建殿的念頭，但神指示建殿之事將由他的後裔接續王位後完成。
3. 為建殿預備材料–大衛因打了多次大仗，流下過多的血，故神不允許大衛為神的名建殿；因此大衛在其人生之末了竭盡全力為建殿預備材料，金、銀、銅、鐵、木、石，多得不可勝數；又聚集百姓宣述建殿之意，激勵全民盡心樂捐[8]。

### 晚年
1. 犯罪–《聖经》撒母耳记下讲了大卫的两宗罪过：
  1. 第一，因為大衛與拔示巴通奸，並謀害拔示巴的丈夫烏利亞（英语：Uriah the Hittite），犯下邪淫。上帝没有直接惩罚大卫，而是亲手将大卫与拔示巴所生的第一子击死。
  2. 第二，為顯榮自己而數點百姓[9]。为惩罚大卫，上帝用瘟疫杀死百姓70,000人。
2. 體衰無力教子–亞多尼雅因自認將接續父親為王，故擺出作王的尊榮、架勢，大衛明知亞多尼雅非繼任者却未糾責其誤骯；亞多尼雅後來被殺，與大衛無力導正不無關係[10]。
3. 遺命所羅門–大衛勉所羅門要剛強壯膽，照神的指示進行建殿的事、誡命、典章、法度，若能如此，定能凡事亨通。最後要所羅門以智慧處理約押、示每，並恩待巴西萊的眾子[11]。

## 历史考究

### 考古学

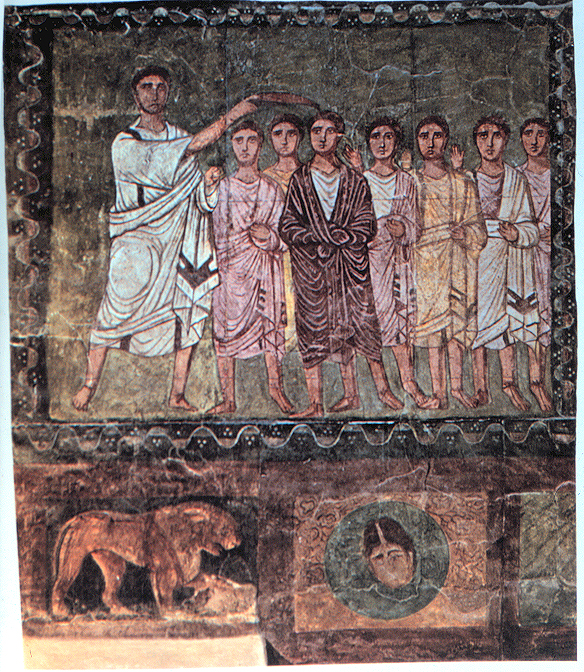
《撒母耳膏立扫罗》，叙利亚公元3世紀左右。

特尔·丹·石迪尔与梅沙·石迪尔的两个考古发现与历史大卫的存在有直接关联。第一个发现是石迪尔于1993年在特尔·丹发现的阿拉姆胜利，其时间约为公元前850–835年。上面有文字，读作「大卫家」，被广为接受。梅沙·石迪尔在摩押地方找到了距今时间相似的，记载有大卫名字的12行文字，但是解释并不清楚，而第31行字迹不清，必须予以补充。
从表面记录的证据可以看出犹大在大卫时期只是一个小的部落国家。大卫城仍处在铜器与铁器时期。当时的耶路撒冷城被认为是大卫和所罗门的统治中心，但是希伯来大学的依革·什罗在1970年代至1980年代对此进行了详尽的考究，却没有发现有关公元前10世纪左右的有任何居住的证据。2005年，埃拉特·马扎尔报告说发现大卫宫殿的大型石器建筑，但是地址被损毁，无法准确定位时间。

### 《圣经》记载

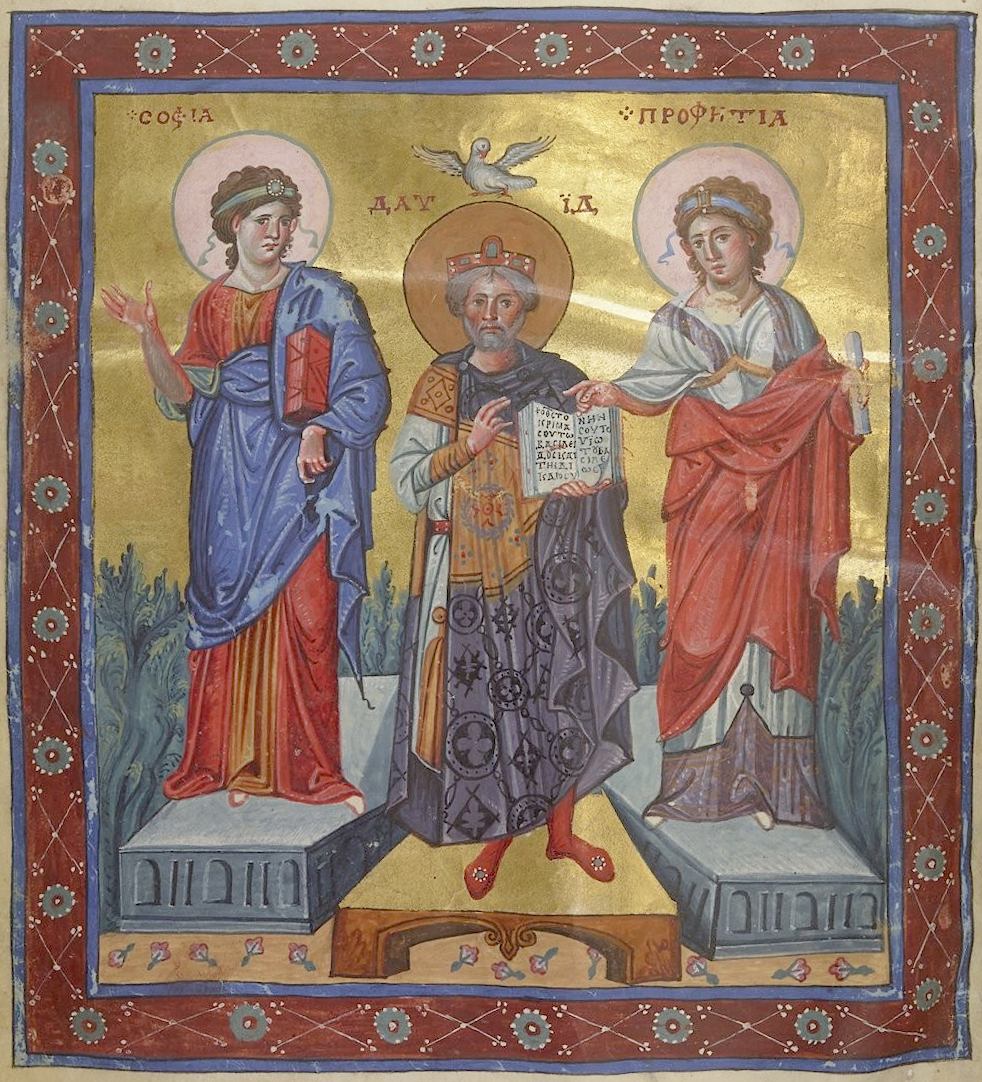
大卫穿着拜占庭王袍

《圣经》有关大卫王的记载来自《撒母耳记》和《历代志》。《历代志》只是从另一神学观点重复了《撒母耳记》，没有更多的信息。所以，关于大卫王的记载只能从《撒母耳記上》第16章到《列王紀上》第2章中得到。
自从马丁·诺斯出版他的分析结果《申命记历史》，圣经学者接受了这两本书是以色列历史的顺序记载，编订时期不早于公元前7世纪末期，但也包括了一些早期文字和其它部分。撒母耳对大卫的记录“似乎经历了两个不同的编辑倾向。”最初的作者极端歧视扫罗，倾向于大卫和所罗门。很多年后，申命记学者编订了这些资料，传达了他们的宗教信息，插入了他们一神论的报告与轶事。一些来自《撒母耳记》上下的资料──被认为是处在十分早期，因为他们与我们所知道的的晚期大卫到早期所罗门时期的地理情况相符。
在此之外，全面的可能性解释也有提供。约翰·布莱特在晚期著书《以色列历史》（自1959到2000年共有四个修订版）将撒母耳放置在表面价值上。唐纳德·B·罗德菲尔德则认为通过圣经资料来再现联合王国时代只不过是“学术性期望”而已。托马斯·L·汤普森反对圣经叙述的历史性“巴勒斯坦的历史和人民和圣经所叙述的大相径庭，不管它的政治主张是怎样相矛盾。在铁器一到二时期的独立犹大历史没有给阅读《撒母耳上下》和《列王记上》提供多少机会。”阿迷哈·马泽通过近期的考古资料，如在大卫城，科博特·柯亚发，特尔·丹，特尔·里和夫·科博特·恩那哈斯和其它“联合王国的毁灭即犹大王国在9世纪的贬值不能对所掌握的历史记录进行解释。”根据基于马泽的考古证据，联合王国可以被解释为“发展中的国家”。
关于大卫的一些很有趣的解释如下：巴鲁克·哈朋将大卫的一生描述为亚吉诸侯，迦特的腓立比王。以色列·弗兰肯斯坦和尼尔·阿什·世伯曼认为撒母耳中描述大卫的章节中最为可靠的是大卫成为一群暴徒中富有魅力的领袖，他们攻下了耶路撒冷，将其作为自己的都城。史蒂夫·麦肯泽，罗德大学的希伯来圣经副教授，《大卫王：传记》的作者，认为大卫应该来自富有的家庭，“野心勃勃，铁血无情”，他是个屠杀对手的暴君，包括自己的儿子。
大卫是古以色列王国及现代以色列国家人民崇拜的英雄。他对神耶和华的敬虔是历代以色列国王无法攀比的。他对神有一颗完全敬虔的心，他为后世留下了大量歌颂神，赞美上帝的诗篇。后人在他诗篇中找到了心灵共鸣，得到了安慰及心灵的净化。他的英文名David为后人崇拜欢喜，为了表示对大卫王的敬慕仰拜，都喜欢把自己的英文名改为David。由此可见大卫对后代的影响。

### 体态描述
《撒母耳記上》第16章第12节（和合本）写到“耶西打发人去叫了他来。他面色光红，双目清秀，容貌俊美。耶和华说：‘这就是他，你起来膏他。’”。《撒母耳記上》第17章第41节中写到“非利士人也渐渐地迎着大卫来，拿盾牌的走在前头。非利士人观看，看见大卫，就藐视他；因为他年轻，面色光红，容貌俊美。”
在上述文章中希伯来语词“面色红润”是admoni，从字根DM而来（斯特朗协和版#119）意思是“有血色（在脸上），就是说，脸红呈玫瑰色—呈（染）红。”“Admoni”红灰色，是男人理想的颜色，显示了大卫英雄气质。上述描述使得之后的西班牙系和德系犹太人认为大卫是红头发。

## 亚伯拉罕宗教传统

### 诗人大卫
虽然《诗篇》中约一半都以“大卫的诗”开头（虽然这个句子也可以翻译为“致大卫”或“为大卫”），并在传统上符合了大卫一生中的具体事件，位于第3、7、18、34、51、52、54、56、57、59、60、63、142节，其中的起头是另加的，也没有哪个诗篇能完全肯定与大卫有关。
《诗篇》第34章是大卫通过装疯来逃离亚比米勒王吉亚 ──根据《撒母耳上》21节的叙述，亚比米勒王非但没有加害这个为他的军队带来重大伤亡的人，反而放他回去，说“你们看！这人是疯子。为什么带他到我这里来呢？我岂缺少疯子，你们带这人来在我面前疯癫吗？这人岂可进我的家呢？”

### 犹太教

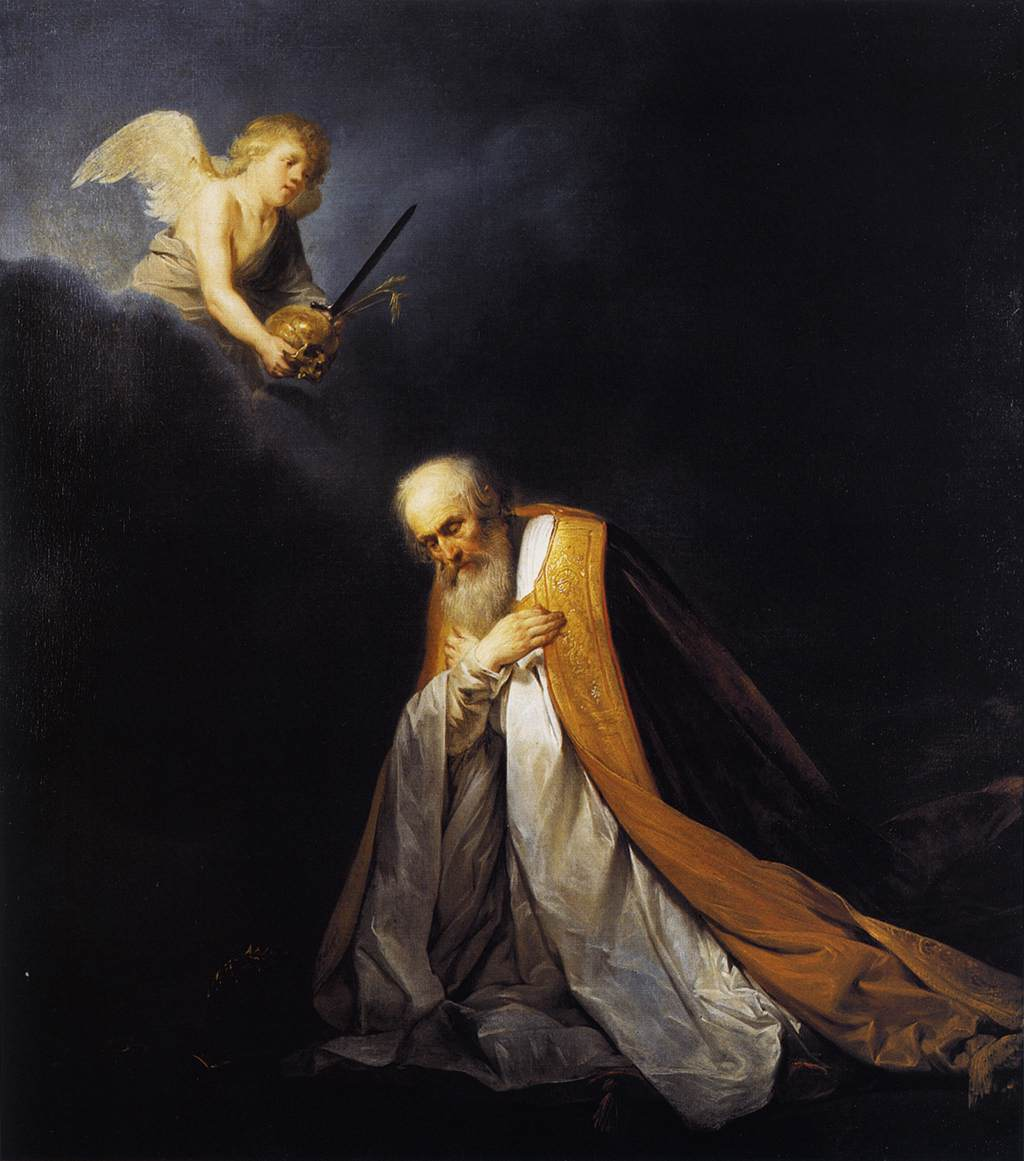
彼得·德·格雷伯画作《祷告中的大卫》（约1640年）

大卫王是犹太教中重要的人物之一。从历史上来讲，大卫王统治代表了以耶路撒冷为中心的犹太联合王国。大卫王是犹太弥赛亚主义的一个重要人物。在希伯来圣经记载着一个大卫王後裔将会在国家复兴时，坐在王位上，开启弥赛亚时代。
大卫王被认为是一个悲剧人物，他娶別示巴，失去儿子被视为他人生悲剧的中心。
很多传奇都围绕着大卫王展开。根据一个拉比传统，大卫王是耶西最小的兒子，由他父亲耶西带大，在早年间在旷野为他父亲牧羊，而他的兄长们却在学校裏读书。直到他被撒母耳膏立时，当撒母耳的杯变成钻石和珍珠，他作为耶西儿子的真实身份才显露出来。
大卫王与別示巴通奸只是为忏悔做出榜样，而《塔木德》则称这根本不是通奸，引述犹太人在战前会习惯性地离婚。更多地，如根据《塔木德》的资料，乌利亚之死不算是谋杀，因为乌利亚没有遵守王名而犯极刑。然而，在议会的记录中，大卫无数次痛哭流涕地乞求赦免被广泛讨论。上帝最终原谅了他，但是并没有从经文中除去这个罪的记录。

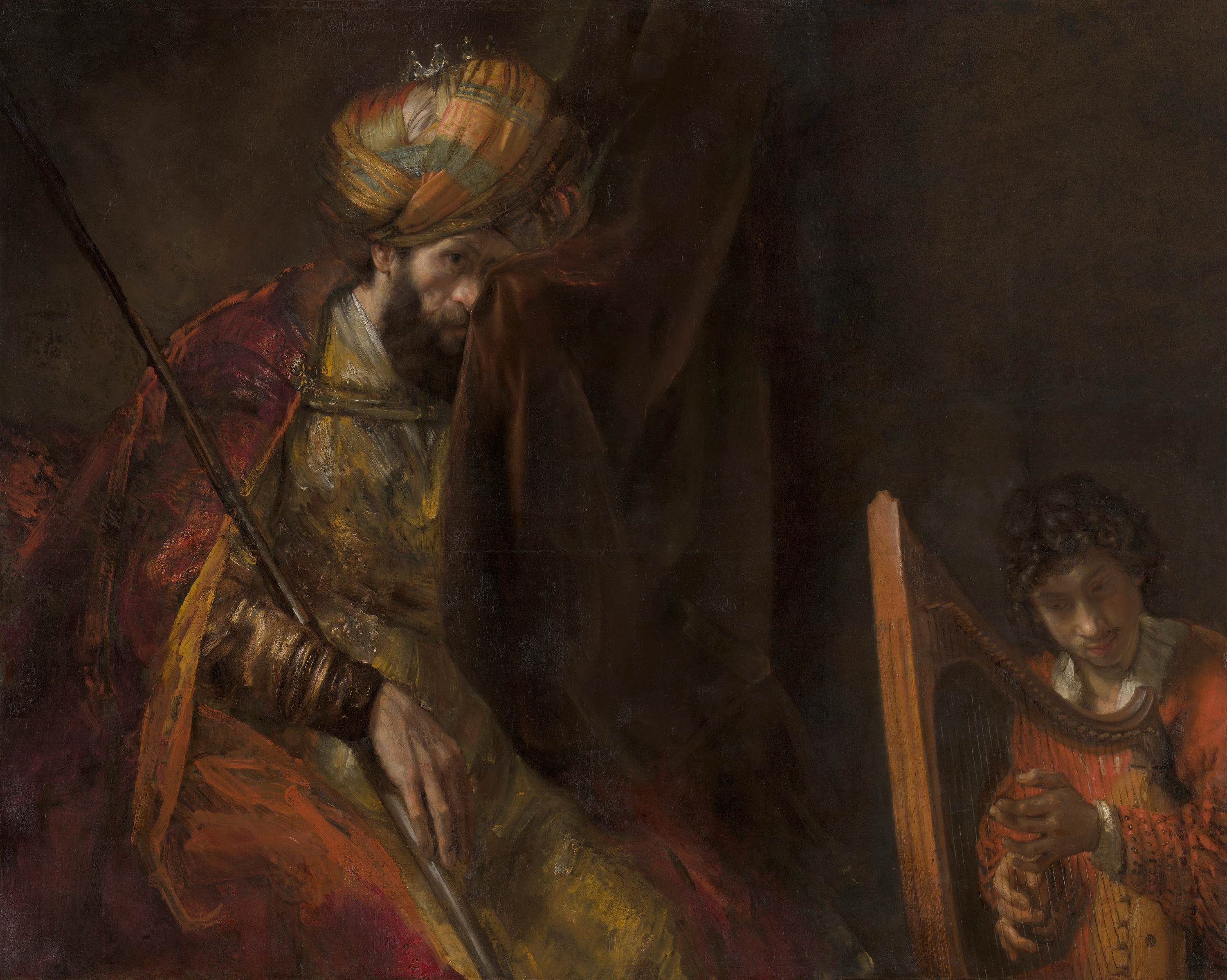
伦勃朗：《大卫给扫罗王弹琴》

根据《米德拉什》，亚当为大卫王少活了70年。同样，根据塔木德耶路沙米利，大卫王的出生和死亡都是在犹太的七七节那天。他十分虔诚，以至于他的祷告可以把天堂上的东西带下来。

### 基督教
基督教的重要概念是弥赛亚。最初世俗君王的统治是由神圣膏立而成（“受膏者”，如同弥赛亚的头衔一样）“大卫的儿子”在前基督教的两个世纪里预表来自天堂者将会把以色列带入新的国度。这就是早期基督教的弥赛亚概念，作为解释耶稣的事业“传承神秘锡安教派赋予大卫的头衔与功能，即他作为祭司、君王，同时也是神与人的调停者。”早期教会相信“大卫的一生预表基督的一生；两者都生在伯利恒；大卫牧羊的生活指向基督作为好牧人；击杀歌利亚的五块石头是典型的五伤，被他信任的顾问亚希多弗背叛，以及经过西顿提示着我们基督的受难。从《新约》中的很多大卫诗篇都清楚地描绘着未来的弥赛亚”在中世纪，“查理曼大帝及他朝廷的学者，认为他自己就是‘新大卫’，这并非新主意，但其内容与重要性被他极大地扩张了”。大卫与世俗君王之间的关系在之后的中世纪全欧洲大教堂窗户有所反应，就是耶西之树，他的分枝代表了神圣王权如何从耶西而来，经过他的儿子大卫，直到耶稣。
持基督教礼仪的教会（如西方天主教会、新教路德宗）在12月29日庆祝他的日子，东方礼仪则是12月19日。東正教會和天主教會在神圣先祖前的周日为他庆祝“神圣先知与国王大卫”（耶稣诞生日宴请的两个周日前），他会与其它的耶稣先祖一道被纪念。他会在诞生日的周日一道被纪念，包括约瑟，主的兄弟雅各。

### 伊斯兰教
大衛在伊斯蘭教中稱為達伍德（阿拉伯语：داود / Dāwūd），被认为是真主派给以色列人的先知。大卫与他的儿子所罗门在《古兰经》中被多次提及。在阿拉伯语中等同希伯来语“Davīd”的是“Wadūd”，意思是被蒙爱的。这被认为是《古兰经》中真主的特性（Sifat）。在《古兰经》中：大卫杀死了歌利亚（II：251），歌利亚是个强大的国王，常常随意入侵邻国村落。歌利亚散布邪恶、腐败。当大卫杀死歌利亚时，真主赋予他王位与智慧（XXXVIII：20）。大卫王是真主“在世的统治者”（XXXVIII：26），真主进一步给予大卫审判权（XXI：78；XXXVII：21–24, 26）与吟诗能力，这被认为是神圣的智慧（IV：163；XVII, 55）。当大卫唱诗时，山中的鸟儿都会附和他（XXI：79；XXXIV：10；XXXVIII：18）。大卫与所罗门一道检查了土地的破坏情况（XXI：78），又在他的祷告室里审判争议（XXXVIII：21–23）。《古兰经》中没有提及大卫与乌利亚，也没有提及拔示巴，所以穆斯林不同意这段叙述。
穆斯林传统中的“圣训”着重于大卫王祷告与禁食的诚挚。《古兰经》评论家、历史学家、以及先知故事集编订人详尽阐述了大卫王就古兰经式的的阐述、与其吟诗、奏乐的天赋。他的声音被描述为具有迷人的魅力，不但对人、而且对野兽、山岭都有感召力，后者会与他一道起来赞颂真主。

## 后世相关艺术作品
- 米開朗基羅的大衛像
- 多那太羅的大衛像
- 貝尼尼的大衛像
- 撲克牌上的黑桃K，其頭髮是向外卷的，善於演奏豎琴，所以在牌上經常有豎琴的圖樣。聖經上寫了許多讚美詩。